# Ernst Friedrich Löhndorff
Ernst Friedrich Löhndorff (* 13. März 1899 in Frankfurt am Main; † 16. März 1976 in Waldshut-Tiengen) war ein deutscher Seemann, Abenteurer und Schriftsteller. Er betätigte sich auch als Kunstmaler.
Er riss 1913 vierzehnjährig von zu Hause aus, um zur See zu fahren und bereiste bis 1927 auf abenteuerliche Art die Welt, u. a. bei der Fremdenlegion. Seine Reisen inspirierten ihn zu zahlreichen Romanen. Diese erschienen ab 1927 und waren damals sehr erfolgreich, insbesondere „Bestie Ich in Mexiko“, „Amineh“, „Afrika weint“, „Blumenhölle am Jacinto“ und „Tropensymphonie“. Löhndorffs Bücher werden zurzeit nicht mehr auf Deutsch aufgelegt (Stand: 2011).

## Leben

### Kindheit und Jugend
Löhndorff war das jüngste Kind des Kaufmanns Robert Löhndorff und dessen Ehefrau Paulina Augusta Rabe. Er wurde am 27. August 1899 evangelisch-lutherisch getauft. 1902 ließ sich die Familie Löhndorff in Wien nieder. Da sein Vater häufig beruflich in Russland zu tun hatte und später seine Familie verließ, wuchs Löhndorff weitgehend ohne Vater auf. Ab dem 16. September 1905 besuchte Löhndorff die Volksschule in Hietzing und wechselte später an die k.k. Staats-Realschule, wo er wegen „zu häufiger Fehltage“ am 6. Juli 1912 nicht versetzt wurde.

### Seefahrt
Im Frühjahr 1913 schlug sich Löhndorff – ohne Erlaubnis der Eltern – bis nach Hamburg durch und heuerte dort auf einem holländischen Segelschiff als Schiffsjunge an. Als Löhndorff mit diesem Schiff nach einer Fahrt nach Finnland und Russland wieder nach Holland kam, erwartete ihn im Hafen von Delfzijl sein Vater mit der Polizei. Nach einer Aussprache mit seinem Vater durfte Löhndorff weiter zur See fahren. Er heuerte auf der Viermastbark „Thielbek“ an, die im Auftrag der Reederei Knöhr & Burchardt Hamburg nach Mexiko segelte. Ende September 1914 erreichte das Schiff seinen Bestimmungshafen, wurde dort aber wegen des beginnenden Ersten Weltkriegs beschlagnahmt.

### Erster Weltkrieg und Kriegsgefangenschaft
Löhndorff floh nach kurzer Zeit vom beschlagnahmten Schiff, weil er sich fürchterlich langweilte. Für einige Zeit schlug er sich mit diversen Jobs durch, u. a. als Küstenschiffer. Nach einem Schiffbruch erhoffte sich Löhndorff Hilfe vom deutschen Konsul in Guaymas. Da er sich nicht ausweisen konnte – die Familie war in Österreich ansässig – glaubte dieser ihm nicht, dass er Deutscher sei. Er traf vor der Botschaft einen Yaqui-Indianer der Revolutionstruppen und ließ sich von diesem rekrutieren. Er wurde, unter anderem weil er seinen Vorgesetzten englische Pressetexte übersetzen konnte, rasch befördert und lernte den Revolutionär Pancho Villa kennen.
Löhndorff interessierte sich nach eigenen Aussagen nicht für die politischen Ziele der Revolution, sondern suchte nur das Abenteuer. Erst als er im Januar 1916 erlebte, wie Truppen im Norden Mexikos bei Santa Isabel 17 Zivilisten (US-amerikanische Ingenieure) aus einem Zug holten und auf Befehl von Pancho Villa sofort hinrichteten, sah Löhndorff den Krieg mit anderen Augen. Weil er an dieser Tat beteiligt war, setzten die USA auch auf ihn ein Kopfgeld aus. Eine Strafexpedition unter Leitung von General John Pershing blieb erfolglos, weil die Interventionstruppen 1917 mit dem Eintritt der USA in den Ersten Weltkrieg zurückgezogen wurden.
Löhndorff versuchte, sich aus Mexiko abzusetzen. Zusammen mit desertierten Matrosen kaperte er das Schiff „Alexander Agassiz“. Sie segelten unter der deutschen Flagge, wurden aber bereits nach ungefähr vier Wochen von der US-Marine aufgebracht. Löhndorff wurde verhaftet und im Februar 1918 in Los Angeles inhaftiert. Von da aus kam er als Kriegsgefangener Nr. 638 in die War Barracks III in Fort Utah (Utah). Während dieser Zeit machte Löhndorff Bekanntschaft mit Kapitän Conrad Sörensen, bei dem er, als Häftling, verschiedene seemännische Kurse belegte. Nach Ende des Krieges bekam Löhndorff über die Schweizer Botschaft provisorische Ausweispapiere, mit denen er aus den Vereinigten Staaten ausreisen konnte. Am 11. Juli 1919 erreichte Löhndorff als Passagier des Seglers „Martha Washington“ den Hafen von Rotterdam. Die deutschen Behörden, die ihn dort empfingen, gestatteten ihm nach mehreren Befragungen die Einreise nach Karlsruhe, wo seine Familie seit 1914 wohnte.

### Zwischenkriegszeit
In den Nachkriegsjahren verpflichtete Löhndorff sich bei der Fremdenlegion. Was ihn dazu bewogen hat, ist unbekannt; vielleicht waren es finanzielle Nöte, die Situation im Nachkriegsdeutschland oder der Drang nach Abenteuer. Am 13. November 1920 unterschrieb er in Saarbrücken als „Ernesto de Naca e Villaverde“, geboren am 13. März 1899 in Veracruz, eine fünfjährige Verpflichtung (lt. „Etat signaletique et des services“ der Légion étrangère). Über Metz und Nancy kam Löhndorff ins Fort Saint-Jean bei Marseille, von dort aus nach Oran (Algerien) und später nach Sidi bel Abbès. Schon zwei Monate später desertierte der 22-jährige Löhndorff und flüchtete aus Algerien. Literarisch erschienen seine Erlebnisse in der Fremdenlegion in „Afrika weint - Tagebuch eines Legionärs“. Auch hier vermischte sich, wie in fast allen seinen Abenteuerromanen, wirklich Erlebtes mit Dichtung. Der autobiographische Stil seiner Romane darf nicht dazu verleiten, seine Erzählungen als Dokumentation der Ereignisse zu missverstehen. Allerdings waren seine Reisen und Abenteuer Inspiration für seine Werke.
Löhndorff war zum 1. Juni 1933 der NSDAP in der Schweiz beigetreten (Mitgliedsnummer 3.280.459), bevor er 1938 wieder ausschied.

### Zweiter Weltkrieg
Nach seiner letzten großen Reise nach China 1939 ließ er sich bei der über seine Freundin, Gräfin Gertrud Montgelas de Garnerin befreundeten Familie von Alten in Laufenburg nieder. Die Nazis setzen auf seine vermeintlichen Fähigkeiten und verwendeten ihn als Spionage-Agent. Weil er jedoch nicht den offenbar hohen Erwartungen entsprach, wurde er aus der Partei ausgeschlossen. Nach dem Krieg begann er zu malen; er aquarellierte bevorzugt in einer Tupftechnik. Er selbst bezeichnete sich als besseren Maler und weniger guten Schriftsteller.

### Tod und späte Ehre
Löhndorff verstarb am 16. März 1976 an den Folgen eines Schlaganfalls, den er während eines Einkaufs in Laufenburg erlitt. Schon längere Zeit vorher hatte man beschlossen, ihm den Verdienstorden der Bundesrepublik Deutschland zu überreichen; dies war jedoch längere Zeit verschoben worden. Nun wurde ihm noch am gleichen Abend das Ehrenzeichen überbracht; man ging davon aus, dass er dies noch realisierte.

## Werke
Diese Liste verzeichnet die Erstauflagen gemäß dem Katalog der Deutschen Nationalbibliothek. Die unter dem Pseudonym Peter Dando veröffentlichten Kriminalromane erschienen zum Teil später auch unter dem Namen Löhndorffs.
- Bestie Ich in Mexiko. Dieck & Co., Stuttgart 1927.
- Satan Ozean: Von Schnapspiraten, Trampfahren und Walfängern. Grethlein & Co., Leipzig; C. Schünemann, Bremen 1930.
- Afrika weint: Tagebuch eines Legionärs. Grethlein & Co., Leipzig 1930.
- Amineh: Die zehntausend Gesichter Indiens. Grethlein & Co., Leipzig; C. Schünemann, Zürich/Bremen 1930.
- Noahs Arche: Eine Saga von Mensch und Wal. Grethlein, Leipzig/Zürich; Schünemann, Bremen 1932.
- Blumenhölle am Jacinto: Urwalderlebnis. Grethlein, Zürich; Schünemann, Bremen 1932.
- Der Indio: Kampf und Ende eines Volkes. Schünemann, Bremen 1933.
- Trommle, Piet!: Deutsche Landsknechte im Urwald. Schünemann, Bremen 1934.
- Gold, Whisky und Frauen in Nordland. Schünemann, Bremen 1935.
- Der Narr und die Mandelblüte. Schünemann, Bremen 1935.
- Südwest-Nordost. Erlebnisschilderungen Schünemann, Bremen 1936.
- Tropensymphonie. Schünemann, Bremen 1936.
- unter dem Pseudonym Peter Dando: Der Geheimnisvolle von Baden-Baden. (Goldmanns Roman-Bibliothek, Band 54), Goldmann, Bern/Leipzig/Wien 1936.
- unter dem Pseudonym Peter Dando: Seltsame Pfade auf 10 Grad Süd. Schünemann, Bremen 1937.
- Bowery-Satan. (Goldmanns Roman-Bibliothek, Band 69),|Goldmann, Bern/Leipzig/Wien 1937.
- Die Frau von Hawai. Schünemann, Bremen 1938.
- Unheimliches China. Ein Reisebericht. Schünemann, Bremen 1939.
- unter dem Pseudonym Peter Dando: Die schwarze Witwe. Seyfert, Dresden 1939.
- Yangtsekiang. Ein Chinaroman. Schünemann, Bremen 1940.
- Khaiberpaß. Schünemann, Bremen 1941.
- Gloria und der Teddyboy. Amerikanisches Sittenbild. Schünemann, Bremen 1943.
- Old Jamaica Rum. Vier Falken Verlag, Düsseldorf 1949.
- Ultima Esperanza. Aufstieg und Ende des "Königs von Feuerland". Schünemann, Bremen 1950.
- Ägyptische Nächte. Meissner, Schloss Bleckede a.d. Elbe 1952.
- Stimme aus der Wüste. Muhamed Ibn Abd'Allah Ibn Abd el Mottalib Ibn Hadschim el Emin. Schünemann, Bremen 1953.
- Gelber Strom. Schünemann, Bremen 1954.
- Wen die Götter streicheln. Indischer Tatsachenroman. Weiss, Berlin/München 1954.
- Schwarzer Hanf. Roman eines Rauschgiftes. Schünemann, Bremen 1956.
- Der Weg nach Dien Bien Phu. Roman einer Kolonie. Schünemann, Bremen 1957.
- Glück in Manila. Weiss, Berlin-Schöneberg 1958.
- Sturm über Kenia. Schünemann, Bremen 1960.
- Gelbe Hölle am Jangtsekiang. Fackelträger-Verl. Schmidt-Küster, Hannover 1965.
- Der Vogel Cockaburra. Fackelträger-Verlag, Hannover 1966.

### Übersetzungen
Löhndorffs Werke erschienen auch in verschiedenen Übersetzungen in insgesamt mindestens 12 Sprachen: Dänisch, Englisch, Französisch, Flämisch (Belgien), Italienisch, Serbokroatisch, Niederländisch, Polnisch, Spanisch, Schwedisch, Tschechisch, Ungarisch.